# Vencel Tóth
Vencel Tóth (* 24. März 1978 in Budapest) ist ein ungarischer Fußballschiedsrichterassistent.
Im Jahr 2000 legte er erfolgreich seine Prüfung zum Fußballschiedsrichter ab. Tóth leitet seit der Saison 2006/07 Spiele in der ungarischen Nemzeti Bajnokság. Bisher hatte er bereits über 360 Einsätze. Seit 2008 steht er als Schiedsrichterassistent auf der Liste der FIFA-Schiedsrichter und leitet internationale Fußballpartien. Bis zur Saison 2019/20 leitete Tóth 12 Spiele in der Europa League und 21 Spiele in der Champions League. 
Tóth war unter anderem bei der U-21-Europameisterschaft 2013 in Israel, bei der Klub-Weltmeisterschaft 2016 in Japan, bei der Europameisterschaft 2016 in Frankreich und bei der U-20-Weltmeisterschaft 2017 in Südkorea im Einsatz (meist als Assistent von Viktor Kassai).